# جابمانی تودو
جابمانی تودو (انگلیسی: Jabamani Tudu؛ زادهٔ ۱۰ آوریل ۲۰۰۰) بازیکن فوتبال اهل هند است.
وی همچنین در تیم‌های ملی فوتبال India women's national under-17 football team و زنان هند بازی کرده‌است.